# Мюнхштайнах
Мюнхштайнах (нім. Münchsteinach) — громада в Німеччині, розташована в землі Баварія. Підпорядковується адміністративному округу Середня Франконія. Входить до складу району Нойштадт-на-Айші–Бад-Віндсгайм. Складова частина об'єднання громад Діспек.
Площа — 29,47 км2. Населення становить 1357 ос. (станом на 31 грудня 2020).